# Frida Rosell
Frida Rosell, född 6 maj 1999, är en svensk handbollsspelare som spelar för IK Sävehof och det svenska landslaget. Hon är högerhänt och spelar som vänsternia eller mittnia.

## Karriär
Klubblag
Rosell har Handens SK som moderklubb. 2016 skrev hon på för Skuru IK och gjorde sin första säsong i SHE. På jakt efter mer speltid gick hon till VästeråsIrsta på lån under säsongen 2018/2019, men på grund av skadebekymmer i Skuru avslutade hon sedan säsongen tillbaka i Skuru. Efter säsongen lämnade hon Skuru för ett permanent kontrakt hos VästeråsIrsta. 2021 skrev hon på för topplaget IK Sävehof, där hon var med och blev svensk mästare 2022. Säsongen 2022/2023 blev hon uttagen i SHE:s All star team som bästa vänsternia. Sedan sommaren 2023 har hon ett tvåårigt kontrakt med franska ESBF Besançon.
Landslag
Rosell debuterade i A-landslaget 1 oktober 2020 i landskamp mot Polen, och gjorde då två mål.

## Meriter
- Svensk mästare 2022 och 2023 med IK Sävehof
- Svensk cupmästare 2023 med IK Sävehof

Individuella utmärkelser
- All star team som bästa vänsternia SHE 2022/2023[6]